# Ryūji Koizumi
Pour les articles homonymes, voir Koizumi (homonymie).
Ryūji Koizumi (小泉 龍司, Koizumi Ryūji), né le 17 septembre 1952 à Chichibu, est un homme politique et responsable financier japonais. Il est député à la Chambre des représentants (7e mandat), ministre de la Justice (108e mandat), membre du Parti libéral-démocrate.
Il a également été vice-président du comité de campagne du Parti libéral-démocrate et directeur international de la même organisation,.

## Histoire
Ryūji Koizumi est né le 17 septembre 1952 à Chichibu, dans la préfecture de Saitama (adresse actuelle : 3-chome Higashi, Kamishiba-cho, ville de Fukaya). En 1975, il est diplômé de la Faculté de droit de l'Université de Tokyo, classe 2 (cours de droit public) et rejoint le ministère des Finances (Bureau financier international, Division des affaires générales). En plus de travailler au ministère, il a également été chercheur invité à la Columbia University Graduate School aux États-Unis. En avril 1996, il prend sa retraite du ministère des Finances.

## Fédération parlementaire affiliée
- Ligue parlementaire du tabac du Parti libéral-démocrate [4]
- Création « Japon » [5]
- Ligue parlementaire d'amitié Japon-Chine [6]

## Livre
- 「日本の進路を拓く」 (« Ouvrir la voie au Japon »), Life Research Press, 1998.